# Дитяча Посмішка
НГО Дитяча Посмішка[джерело?] (грецьк.- ΜΚΟ Το Χαμόγελο του Παιδιού) -  грецька волонтерська неприбуткова благодійна організація із захисту життя, здоров'я та прав дітей в Греції.

## Історія
У грудні 1995 грецьке суспільство побачило телевізійну програму "Червона Картка", із сюжетом про десятирічного хлопчика Андреаса Янопулоса, що півтора року страждав і боровся із важкими вадами здоров'я. Це стало поштовхом для створення благодійної організації Дитяча Посмішка.

## Діяльність
Некомерційна Громадська Організація Дитяча Посмішка влаштовує благодійний збір коштів за рахунок концертів, фестивалів, розпродажів заради дітей, що потребують допомоги, ті їхніх сімей. 

365 днів на рік
24 години на добу
Послуги для всіх дітей, що знаходяться на території Республіки Греція, незалежно від національності та віросповідання.
Профілактичні дії для всіх дітей у Греції, задля запобігання насильства, викрадень чи зникнення, а також надання профілактичних медичних оглядів
Діяльність із втручання в ситуації, що загрожують неповнолітнім, які стали жертвами всіх форм насильства, які зникли безвісти, які мають вади здоров’я, які живуть за межею або перебувають під загрозою бідності.
Лікувальні заходи та психологічна підтримка для дітей, які постраждали від усіх форм насильства.
Безплатні гарячі лінії:
116111 ЄВРОПЕЙСЬКА ЛІНІЯ ДОВІРИ ДІТЯМ
116000 ЄВРОПЕЙСЬКА ГАРЯЧА ЛІНІЯ ДЛЯ ПОШУКУ ЗНИКЛИХ ДІТЕЙ
1056 НАЦІОНАЛЬНА ДИТЯЧА SOS-ЛІНІЯ

## Фонди
Матеріальна підтримка надходить до організації переважно від численних  компаній на території Греції та поза її межами. Одними з них є "Ельпіда"  та поліція Греції.

## Міжнародні партнери
Дитяча Посмішка має зв'язки із такими міжнародними організаціями, як: Міжнародний Центр захисту зниклих та експлуатованих дітей (ICMEC), Європейською Спілкою захисту зниклих та експлуатованих дітей, Допомога Дитині Онлайн, Європейською Спілкою захисту бездомних дітей, а також Американським Національним Центром допомоги зниклим та експлуатованим дітям.
За ініціативою Дитячої Посмішки та Міжнародного Центру захисту зниклих та експлуатованих дітей у жовтні 2010 року було створено Південно-східний Європейський Центр захисту зниклих та експлуатованих дітей.
Генеральний директорат Європейської комісії з гуманітарної допомоги та цивільного захисту (DG ECHO)
Співпраця з Європейським Союзом
Організація Об'єднаних Націй
Екстрений номер Європейського агентства 112
Європейська мережа для дітей
Міжнародна мережа телефонів допомоги дітям
Європейська мережа проти шкільного булінгу
Європейська федерація зниклих і сексуально експлуатованих дітей

Міжнародний центр для зниклих безвісти та дітей, що піддаються експлуатації